# Ryuta Sasaki
Pour les articles homonymes, voir Sasaki.
Ryuta Sasaki (佐々木 竜太, Sasaki Ryuta) est un footballeur japonais né le 7 février 1988 évoluant au poste d'attaquant.

## Palmarès
- Champion du Japon en 2007, 2008 et 2009 avec les Kashima Antlers